# Akaa
Akaa (Zweeds: Ackas) is een gemeente en een stad in de Finse provincie West-Finland en in de regio Pirkanmaa.

## Geschiedenis
Akaa is een fusiegemeente ontstaan op 1 januari 2007 uit de voormalige gemeenten Toijala en Viiala. In 2010 is de gemeente Kylmäkoski  ook in de gemeente opgegaan.

## Geografie
Akaa heeft een oppervlakte van 293,26 km² waarvan 21.24 km² uit water bestaat en 293.14 km² uit Land. Akaa grenst aan de gemeenten Hämeenlinna, Lempäälä, Urjala, Valkeakoski en Vesilahti.

## Bevolking
Akaa heeft een bevolking van 16.473 inwoners (2022) waarvan de meesten Fins spreken (98,4%), daarna Zweeds (0,2%) en de overige talen (1,4%).